# Lotfi Housnialaoui
Lotfi Housnialaoui (arabisch لطفي حسني علوي, DMG Luṭfī Ḥusnī ʿAlawī, * 28. Mai 1972) ist ein ehemaliger marokkanischer Skirennläufer und Olympiateilnehmer, der sich auf Riesenslalom und Slalom spezialisiert hat.

## Karriere
Housnialaoui startete im Alter von 15 Jahren bei den Olympischen Winterspielen 1988 im kanadischen Calgary im Riesenslalom und Slalom für Marokko.
Beim ersten Durchgang des Riesenslaloms am 25. Februar 1988, er vom Italiener Alberto Tomba gewonnen wurde, wurde er wie seine Teamkollegen Ahmed Ait Moulay und Ahmad Ouachit disqualifiziert.
Im Slalom am 27. Februar 1988 kam Housnialaoui mit einer Minute und 10,17 Sekunden Rückstand auf Alberto Tomba auf den 47. Platz. Damit ließ er den Chinese-Taipeier Chen Tong-jong, den Inder Kishor Rahtna Rai, die Bolivier Luis Viscarra und Enrique Montano, den Costa-Ricaner Julián Muñoz, den Puerto-Ricaner Jason Edelmann sowie den Guatemalteken Alfredo Rego hinter sich. Ouachit kam auf Platz 41 und Ait Moulay auf Platz 42.

## Erfolge
| - DSQ = disqualifiziert (engl. Disqualified) |

### Olympische Winterspiele
- Calgary 1988: DSQ1 im Riesenslalom, 47. im Slalom